# Thomas Gerull
Thomas Gerull est un escrimeur allemand né le 2 janvier 1962 à Itzehoe.

## Carrière
Thomas Gerull participe à l'épreuve d'épée lors des Jeux olympiques d'été de 1988 à Séoul et remporte la médaille d'argent dans l'épreuve par équipe.

## Palmarès

### Jeux olympiques
- Jeux olympiques d'été de 1988 à Séoul
  -  Médaille d'argent à l'épée par équipe

### Championnats du monde
- Championnats du monde d'escrime 1985
  -  Médaille d'or à l'épée par équipe
- Championnats du monde d'escrime 1987
  -  Médaille d'argent à l'épée par équipe
- Championnats du monde d'escrime 1989
  -  Médaille d'argent à l'épée par équipe
- Championnats du monde d'escrime 1990
  -  Médaille d'or à l'épée en individuel